# Moritz Anton Konerding
Moritz Anton Konerding (* 22. April 1960 in Essen; † 26. Januar 2015 in Dannenfels) war ein deutscher Anatom und Hochschullehrer an der Johannes Gutenberg-Universität Mainz (JGU).

## Leben
Konerding promovierte 1986 an der Universität Essen mit dem Thema Experimentelle Untersuchungen zur Vaskularisation des Achsenorgans. 1993, mittlerweile als Privatdozent am Essener Institut für Anatomie tätig, wurde er an die JGU berufen.
Wissenschaftlich forschte Konerding auf dem Gebiet der Angiogenese bei Tumoren und der Geweberegeneration. Als Visiting Professor arbeitete er im Labor von Judah Folkman am Children’s Hospital in Boston. Mit einer Partnergruppe am Brigham and Women’s Hospital, Harvard Medical School, arbeitete auf dem Gebiet der Lungenregeneration.
Mit seiner Arbeitsgruppe etablierte er von 1993 bis 1996 eine schnittanatomische Sammlung, die die Grundlage für die vom Mainzer Curriculum Lehre (MAICUM) finanziell geförderte Entwicklung des E-Learning-Angebots des Instituts für Funktionelle und Klinische Anatomie „ELSa“ (E-Learning Angebot für die Schnittanatomie). Konerding setzte sich für ein klinisch-angewandtes Lehrkonzept mit enger Verzahnung zu den chirurgischen Disziplinen ein.
Konerding engagierte sich im Advisory Board der Angiogenesis Foundation in Cambridge.
Konerding kam bei einem Flugzeugabsturz am Donnersberg ums Leben. Das Wrack seiner Piper PA-30 wurde nach längerer Suche in unwegsamem Gelände in der Gemarkung Am Ludwigsturm in Dannenfels gefunden.

## Publikationen (Auswahl)
- Experimentelle Untersuchungen zur Vaskularisation des Achsenorgans. Dissertation, Universität Essen, 1986.
- Die Vaskularisation der Wirbelsäule. Vergleichende, funktionell anatomische Untersuchungen. Hippokrates-Verlag, 1988. ISBN 3-7773-0879-X.
- mit Annette Sedelmaier und Horst Bock: Wirbelsäulengymnastik. Eine kleine Rückenschule mit Übungen für Gesunde und Patienten. MKG – Verlag für Medien Kommunikation und Gesundheit, 1995 [2., überarb. Aufl.] ISBN 3-931410-00-5.
- mit Dietmar Riffelt und Annette Sedelmaier: Gymnastikball Physioband. Ein dynamisches Aufbau- und Trainingsprogramm für jedermann 25 Übungen für allgemeine Fitness, Aufbau und Training der wirbelsäulenstützenden Muskulatur. MKG – Verlag für Medien Kommunikation und Gesundheit, 1996, ISBN 3-931410-02-1.
- mit Annette Sedelmaier: Übungen mit dem Gymnastikball. Übungen für Gesunde und Patienten. Mit farbigen Abbildungen. MKG – Verlag für Medien Kommunikation und Gesundheit, 1996, ISBN 3-931410-01-3.
- mit Annette Sedelmaier: Übungen mit dem Fit-Band. 21 wirbelsäulengerechte Kräftigungsübungen für jedermann. MKG – Verlag für Medien Kommunikation und Gesundheit, 1996, ISBN 3-931410-04-8.
- Who is Who. Die Mainzer Vorklinik stellt sich vor. JGU Fachbereich Medizin (Hrsg.), Schmidt und Bödige, Mainz 2003.
- mit Maximilian Ackermann, Vascular Casting for the Study of Vascular Morphogenesis. Vascular Morphogenesis, Springer New York, 2015, ISBN 978-1-4939-1461-6.